# Марија Михајловић
Марија Михајловић (Београд, 2. септембар 1966) српска је џез, поп и рок певачица, гласовни тренер и специјализовани студијски музичар.

## Биографија
Марија Михајловић рођена је 2. септембра 1966. године у Београду. Први медијски наступ имала је 1990. са Џез оркестром РТС-а на џез фестивалу у Ваљеву након кога наставља рад са многобројним џез саставима. Од 1996. до 2000. пуноправни је члан састава Дејан Цукић и спори ритам бенд са којима ради на остварењу три албума уз истовремено врло активан концертни рад групе. Снимила је више синглова за Ксенију Пајчин, Фанки Џи, Ђогани фантастико и друге. Вокал је у песми групе "Duck" Дачо, волим те.
У оквиру позоришне делатности учествује у римејку популарног мјузикла "Коса", у коме, између осталих, пева и најпопуларнију нумеру из представе The Age of Aquarius. Пева песме за дечију представу позориштанцета "Пуж" - Принцеза на зрну грашка.
Снимила је бројне рекламе и џинглове за радио и телевизију. Пева пратеће вокале многим водећим музичарима региона. Држи школу певања "Sceram Team".
Била је вокални тренер и стални члан жирија у прве две сезоне музичког шоу програма Твоје лице звучи познато.
Певала је у многим синхронизацијама цртаних филмова за студије Лаудворкс као и за Хепи ТВ.

## Синхронизација
| Година синх. | Цртани филм           | Улога          | Коментар      |
| ------------ | --------------------- | -------------- | ------------- |
| 2004         | Покемон               | Уводна шпица   | пратећи вокал |
| 2005         | Покемон: Јохто        | Уводна шпица   | пратећи вокал |
| 2006         | Фифи и цветно друштво | Уводна шпица   | солиста       |
| 2007-2008    | Винкс (С1-3)          | Уводна шпица   | солиста       |
| 2008-2010    | Супер шпијунке (С1-4) | Уводна шпица   | солиста       |
| 2009         | Бен Тен (Хепи ТВ)     | Уводна шпица   | солиста       |
| 2009         | Поп Сикрет            | Уводна шпица   | солиста       |
| 2010         | Луптиду (Лаудворкс)   | Уводна шпица   | солиста       |
| 2010         | Прича о играчкама     | остали гласови | -             |
| 2010         | Прича о играчкама 2   | остали гласови | -             |
| 2010-2011    | Сирене                | Солиста        | солиста       |